# Centrolene huilense
Espèce
Statut de conservation UICN

 EN  : En danger
Centrolene huilense est une espèce d'amphibiens de la famille des Centrolenidae.

## Répartition
Cette espèce est endémique du département de Huila en Colombie. Elle se rencontre entre 1 980 et 2 190 m d'altitude sur le versant Est de la cordillère Centrale.

## Étymologie
Son nom d'espèce, composé de huil[a] et du suffixe latin -ense, « qui vit dans, qui habite », lui a été donné en référence au lieu de sa découverte, Isnos dans le département de Huila.

## Publication originale
- Ruiz-Carranza & Lynch, 1995 : Ranas Centrolenidae de Colombia VIII. Cuatro nuevas especies de Centrolene  de la Cordillera Central. Lozania, vol. 65, p. 1-16.